# Persone di cognome Stanley
| Questa pagina contiene informazioni ricavate automaticamente dalle voci biografiche con l'ausilio del template Bio e di un bot. L'aggiornamento è periodico e automatico e ricostruisce completamente la pagina. Se manca una persona in questa lista, sei pregato di non aggiungerla, ma accertati piuttosto che la sua voce biografica contenga il template Bio e che i dati anagrafici siano correttamente compilati. Se il template Bio manca, inseriscilo tu stesso o, in alternativa, metti l'avviso {{tmp\|Bio}} che ne segnala la mancanza. Se i dati riportati sono sbagliati, correggi direttamente la voce biografica; le modifiche saranno visibili in questa lista entro pochi giorni. Per chiarimenti vedi il progetto antroponimi. La lista contiene solo le 52 persone che sono citate nell'enciclopedia e per le quali è stato implementato correttamente il template Bio. Pagina aggiornata al 7 ago 2025. |

Questa è una lista di persone presenti nell'enciclopedia che hanno il cognome Stanley, suddivise per attività principale.

## Attori(6)
- Christopher Stanley, attore statunitense (Providence, n. 1965)
- Forrest Stanley, attore e sceneggiatore statunitense (New York, n. 1889 - Los Angeles, † 1969)
- George Stanley, attore statunitense (San Francisco, n. 1875)
- Henry Stanley, attore statunitense (New York, n. 1864)
- Mark Stanley, attore britannico (Leeds, n. 1988)
- Thomas Stanley, attore statunitense (Montclair, n. 1996)

## Attrici(5)
- Elizabeth Stanley, attrice statunitense (Cedar Rapids, n. 1978)
- Helene Stanley, attrice statunitense (Gary, n. 1929 - Los Angeles, † 1990)
- Kim Stanley, attrice statunitense (Tularosa, n. 1925 - Santa Fe, † 2001)
- Pat Stanley, attrice e cantante statunitense (Cincinnati, n. 1931)
- Sadie Stanley, attrice statunitense (Columbia, n. 2001)

## Attrici teatrali(1)
- Dorothy Stanley, attrice teatrale statunitense (Hartford, n. 1952)

## Biochimici(1)
- Wendell Meredith Stanley, biochimico statunitense (Ridgeville, n. 1904 - Salamanca, † 1971)

## Calciatori(1)
- Arthur John Stanley, calciatore e tennista britannico (Londra, n. 1853 - Londra, † 1935)

## Cantanti(1)
- Paul Stanley, cantante, chitarrista e polistrumentista statunitense (New York, n. 1952)

## Cestisti(1)
- Cassius Stanley, cestista statunitense (Los Angeles, n. 1999)

## Compositori(1)
- John Stanley, compositore e organista britannico (Londra, n. 1712 - Londra, † 1786)

## Fisici(1)
- H. Eugene Stanley, fisico statunitense (Oklahoma City, n. 1941)

## Generali(1)
- David S. Stanley, generale statunitense (Cedar Valley, n. 1828 - Washington, † 1902)

## Giocatori di football americano(1)
- Ronnie Stanley, giocatore di football americano statunitense (Las Vegas, n. 1994)

## Giornalisti(1)
- Henry Morton Stanley, giornalista e esploratore statunitense (Denbigh, n. 1841 - Londra, † 1904)

## Hockeisti su ghiaccio(1)
- Allan Stanley, hockeista su ghiaccio canadese (Timmins, n. 1926 - Bobcaygeon, † 2013)

## Imprenditori(1)
- Harold Stanley, imprenditore statunitense (Great Barrington, n. 1885 - Filadelfia, † 1963)

## Matematici(1)
- Richard P. Stanley, matematico statunitense (New York, n. 1944)

## Musicisti(1)
- Ralph Stanley, musicista statunitense (McClure, n. 1927 - Matoaca, † 2016)

## Nobildonne(2)
- Elizabeth Stanley, nobildonna e scrittrice inglese (Knowsley, n. 1588 - Londra, † 1633)
- Katherine Stanley, nobildonna e attivista inglese (n. 1842 - † 1874)

## Nobili(14)
- Anna Stanley, nobile britannica (n. 1580 - Ruislip)
- Charlotte Stanley, contessa di Derby, nobile francese (n. 1599 - † 1664)
- Edward Stanley, III conte di Derby, nobile inglese (n. 1509 - Lathom, † 1572)
- Edward Stanley, XI conte di Derby, nobile e politico inglese (Burton upon Trent, n. 1689 - Stoke-on-Trent, † 1776)
- Edward Stanley, II barone di Alderley, nobile e politico inglese (n. 1802 - † 1869)
- Edward Stanley, IV barone di Alderley, nobile e politico inglese (n. 1839 - † 1925)
- Ferdinando Stanley, V conte di Derby, nobile britannico († 1594)
- Henry Stanley, IV conte di Derby, nobile inglese (Lathom, n. 1531 - † 1593)
- James Stanley, X conte di Derby, nobile e politico inglese (n. 1664 - † 1736)
- Thomas Stanley, I conte di Derby, nobile britannico (n. 1435 - Lancashire, † 1504)
- Thomas Stanley, II conte di Derby, nobile britannico (Middlesex, † 1521)
- William Stanley, VI conte di Derby, nobile inglese (n. 1561 - Chester, † 1642)
- William Stanley, IX conte di Derby, nobile inglese (n. 1655 - † 1702)
- William Stanley, nobile e militare britannico (n. 1435 - † 1495)

## Pallavolisti(1)
- Clayton Stanley, ex pallavolista statunitense (Honolulu, n. 1978)

## Pattinatori di short track(1)
- Paul Stanley, ex pattinatore di short track britannico (Solihull, n. 1983)

## Politici(4)
- Charles Stanley, VIII conte di Derby, politico e militare inglese (n. 1628 - Liverpool, † 1672)
- Frederick Stanley, XVI conte di Derby, politico britannico (Londra, n. 1841 - Holwood, † 1908)
- James Stanley, VII conte di Derby, politico e militare inglese (Knowsley, n. 1607 - Bolton, † 1651)
- Thomas Bahnson Stanley, politico statunitense (Spencer, n. 1890 - Martinsville, † 1970)

## Registi(1)
- Richard Stanley, regista e sceneggiatore sudafricano (Fish Hoek, n. 1966)

## Rugbisti a 15(1)
- Joe Stanley, ex rugbista a 15, allenatore di rugby a 15 e imprenditore neozelandese (Auckland, n. 1957)

## Scacchisti(1)
- Charles Stanley, scacchista britannico (Brighton, n. 1819 - New York, † 1901)

## Scrittori(2)
- George Edward Stanley, scrittore statunitense (Memphis, n. 1942 - † 2011)
- Thomas Stanley, scrittore e traduttore inglese (Rushden, n. 1625 - Londra, † 1678)